# Politischer Status der Antarktis

Gebietsansprüche in der Antarktis:

Der politische Status der Antarktis südlich 60° S wird durch das Antarktische Vertragssystem bestimmt. Gemäß Artikel IV und VI des seit 1961 geltenden Grundvertrages betrifft das Übereinkommen alle Land- und Eisflächen südlich der genannten geographischen Breite. Während bestehende Gebietsansprüche unberührt bleiben, dürfen innerhalb der Geltungsdauer keine neuen Ansprüche geltend gemacht werden.

## Territorialansprüche bis 1946
Bis Anfang des 20. Jahrhunderts wurden keine Gebietsansprüche in der Antarktis gestellt oder, wenn eine Inbesitznahme wie im Falle des Victorialandes durch James Clark Ross 1841 erfolgt war, diese durch die jeweilige Regierung nicht bestätigt. Eine offizielle Anfrage durch Norwegen an die britische Regierung im Jahre 1907, ob die antarktische Küste südlich der Falklandinseln und Südgeorgiens britisches Territorium sei, brachte diese in Zugzwang und 1908 wurde per königlichem Patent der Sektor zwischen 20° und 80° westlicher Länge zu britischem Territorium erklärt. In den 1920er Jahren erhob Großbritannien Lizenzgebühren für den Robbenfang und das Betreiben einer Funkanlage auf den Südorkney-Inseln durch Argentinien, was von der argentinischen Regierung scharf abgelehnt wurde.
1923 entstand die sogenannte „Hughes' Doktrin“, die den Standpunkt der US-amerikanischen Politik wiedergibt. Charles Evans Hughes Äußerung lautete: Die Meinung des Außenministeriums ist, dass, wenn die Entdeckung unbekannter Länder in Verbindung mit einem formalen Besitzanspruch steht, es keine Anerkennung der Souveränität über die Besitzung gibt, es sei denn, dass der Entdeckung eine tatsächliche Besiedlung des entdeckten Territoriums folgt. Dementsprechend fand die Aktion Richard Evelyn Byrds – die Inbesitznahme entdeckten Territoriums von Antarktika für die Vereinigten Staaten – beim US-Außenministerium keine Beachtung.
Großbritannien erklärte am 30. Juli 1923, dass das Gebiet der Ross Dependency unter Verwaltung des Generalgouverneurs von Neuseeland steht.
Am 27. März 1924 erhob Frankreich mit einem Décret den Anspruch auf Bergbau-, Jagd- und Fischereirechte für Terre Adélie bzw. das Adelieland. Eine genauere Eingrenzung des dafür beanspruchten Territoriums zwischen Küstenlinie und Südpol fand noch nicht statt.
Norwegen verkündete am 14. Januar 1939 seinen Gebietsanspruch mit einer Königlichen Proklamation über das Territorium unter norwegischer Souveränität in der Antarktis. Das Deutsche Reich wies den norwegischen Anspruch durch eine Protestnote neun Tage später zurück und behielt sich volle Handlungsfreiheit hinsichtlich zukünftiger Ansprüche vor (siehe auch: Deutsche Antarktische Expedition 1938/39).
Das Japanische Kaiserreich erhob keine Gebietsansprüche. Es gab lediglich ein in die Shūgiin-Kammer 1939 eingebrachten Vorschlag durch den Abgeordneten S. Dokei. Dieser schlug eine Resolution zur Ermächtigung der Regierung vor, das durch Shirase Nobu entdeckte Gebiet unter japanische Hoheit zu stellen.
Bis 1946 hatten sieben Nationen Gebietsansprüche erhoben, nur der Sektor zwischen dem 90° und dem 150° West blieb noch unbeansprucht. Die Anerkennung der Ansprüche erfolgte gegenseitig durch Australien, Frankreich, Großbritannien und Neuseeland, während Argentinien und Chile wegen der untereinander und mit dem britischen Sektor überlappenden Ansprüche keine Anerkennung aussprachen.
Die USA und die Sowjetunion erkannten Gebietsansprüche nicht an und behielten sich ihrerseits solche vor.
Die derzeit bestehenden Ansprüche betreffen den antarktischen Kontinent von der Küstenlinie zum Südpol und die vorgelagerten Inseln bis 60° südlicher Breite. Nur Norwegen lehnte als Anspruchsstaat diese „Sektorentheorie“ bis 2015 ab und hatte die südliche Ausdehnung des von ihm beanspruchten Königin-Maud-Landes nicht definiert.
| Flagge teilweise inoffiziell | Lage | Staat                  | Gebiet offizieller Name in der Landessprache                                 | Fläche                                                        |
| ---------------------------- | ---- | ---------------------- | ---------------------------------------------------------------------------- | ------------------------------------------------------------- |
| Tierra del Fuego             |      | Argentinien            | Argentinisches Antarktisterritorium Antártida Argentina                      | 0.965.597 km² (1.231.064 km² einschließlich Schelfeisflächen) |
| Australien                   |      | Australien             | Australisches Antarktis-Territorium Australian Antarctic Territory           | 5.896.500 km²                                                 |
|                              |      | Chile                  | Chilenisches Antarktisterritorium Antártica Chilena                          | 1.205.000 km²                                                 |
|                              |      | Frankreich             | Adélieland Terre Adélie Distrikt der Französischen Süd- und Antarktisgebiete | 0.432.000 km²                                                 |
| Neuseeland                   |      | Neuseeland             | Ross-Nebengebiet Ross Dependency                                             | 0.450.000 km² 0.(750.310 km² einschließlich Schelfeisflächen) |
| Norwegen                     |      | Norwegen               | Königin-Maud-Land Dronning Maud Land Peter-I.-Insel Peter I Øy               | 2.741.000 km² 0.000.156 km²                                   |
|                              |      | Vereinigtes Königreich | Britisches Antarktis-Territorium British Antarctic Territory                 | 1.709.400 km² (einschließlich Schelfeisflächen)               |

## Politische Aktivitäten von 1947 bis zum Inkrafttreten des Antarktisvertrages 1961
1947 ließ der US-amerikanische Admiral Richard Byrd Flaggen aller UN-Staaten über der Antarktis abwerfen, um sie der Gemeinschaft aller Länder zuzuführen. Indien griff 1956 das Antarktisthema auf und regte an, die Antarktis unter Aufsicht der UN zu stellen. Diese Initiative wurde von Brasilien und einigen anderen Entwicklungsländern unterstützt. Zur gleichen Zeit begann mit dem Internationalen Geophysikalischen Jahr 1957/58 die systematische Erforschung, die zu einer intensiven Zusammenarbeit von Wissenschaftlern verschiedener Nationen führte. Es entstanden 40 Stationen auf dem Festland, weitere 20 auf den Inseln, die von insgesamt 67 Ländern betrieben wurden. Die guten Erfahrungen aus dieser Zusammenarbeit führten schließlich zur Unterzeichnung des Antarktisvertrages, der 1961 in Kraft trat.

## Politische Entwicklung nach 1961

Vertragsstaaten
Konsultativstaaten mit Gebietsanspruch
Konsultativstaat mit zurückgestelltem Gebietsanspruch
Konsultativstaat ohne Gebietsanspruch
Vertragsstaat ohne Stimmrecht
kein Vertragsstaat

Die Probleme, die mit den sich teilweise überschneidenden Gebietsansprüchen verbunden waren, wurden durch den Antarktisvertrag auf Eis gelegt, und die Zusammenarbeit zwischen den Unterzeichnerstaaten führte zu einer raschen Erforschung des Kontinents. Weitere Abkommen zum Schutz der antarktischen Fauna und Flora (1964), zum Schutz der antarktischen Robben (1978) und zur Erhaltung der lebenden Ressourcen (sogenannte Krill-Konvention, 1982) wurden beschlossen. Im Antarktisvertrag nicht geregelt war jedoch der Umgang mit mineralischen Rohstoffen. Besonders Umweltschutzorganisationen mahnten einen Handlungsbedarf an, obwohl keine wirtschaftlich interessanten Lagerstätten bekannt waren. Die in größeren Mengen in den eisfreien Gebieten vorhandenen Kohle- und Eisenerz-Lagerstätten haben eine so geringe Qualität, dass die Abbau- und Transportkosten den Wert der Rohstoffe deutlich überstiegen. Geologen vermuten zwar Öl und Erdgas auf dem antarktischen Schelf und in den Sedimentbecken im Inneren des Kontinents, aber unter einer bis zu 4 km mächtigen Eisdecke oder in Gewässern mit Eisbergen von 3000 km² Fläche (etwas größer als  das Saarland) ist auf absehbare Zeit keine Gewinnung möglich.
Im Juni 1982 wurden Verhandlungen zum Rohstoffregime (CRAMRA) begonnen, um die Erkundung und Gewinnung mineralischer Rohstoffe unter strengen Umweltauflagen zu regeln. Diese Verhandlungen führten in der Öffentlichkeit zum Eindruck, dass die Bodenschätze der Antarktis unter den Konsultativstaaten verteilt werden sollten. In der Folgezeit griff Malaysia die Idee einer Antarktis unter UN-Verwaltung auf. Es kam 1985 zu einer UN-Debatte, bei der eine internationale Kontrolle und gerechte Verteilung der Gewinne aus der Förderung von Bodenschätzen gefordert wurde. Die UN nahm die Beschlussvorlage an, die Konsultativstaaten hatten die Debatte aber boykottiert und ignorierten den Beschluss. Die CRAMRA-Verhandlungen dauerten bis 1988 an, das Abkommen scheiterte aber schließlich, da Australien und Frankreich es nicht zeichneten. Stattdessen wurde im Oktober 1989 mit den Verhandlungen begonnen, die 1991 mit dem Madrider Protokoll zum Antarktisvertrag abgeschlossen wurden. Dieses Umweltschutzprotokoll untersagt jegliche Erkundung und Ausbeutung von Bodenschätzen für 50 Jahre; Änderungen können erst danach und nur mit einer 3/4-Mehrheit der stimmberechtigten Unterzeichnerstaaten des Antarktisvertrages beschlossen werden.

### Beitrag durch Umweltschutzorganisationen
Umweltschutzorganisationen schlugen 1972 erstmals vor, die Wildnis der Antarktis als Weltpark komplett unter Schutz zu stellen.
Die besonders aktive Antarctic and Southern Ocean Coalition (ASOC) mit Mitgliedern wie Greenpeace und dem WWF kämpfte für die Erhaltung der „letzten Wildnis“. Einer der Mitstreiter war Sir Peter Scott, der Sohn von Robert Falcon Scott.
1986/87 errichtete Greenpeace als erste Naturschutzorganisation eine Forschungsstation auf der Ross-Insel nahe der früheren Hütte von Antarktisforscher Robert Falcon Scott und der amerikanischen McMurdo-Station. Es wurden eine Vielzahl Studien und Forschungen zum Thema Umweltschutz und globale Ökologie durchgeführt, u. a. Analysen der Umweltgifte im Wasser, Meteorologie und Meereisentwicklung. Nebenbei wurden die umliegenden Stationen überwacht: Treibstoff, Müll, Altöl und Schrott lagerten nahe der McMurdo-Station und verseuchten das empfindliche Ökosystem. Durch eine moderne Öffentlichkeitsarbeit – die Greenpeace-Station arbeitete mit Windgeneratoren und Satellitenkommunikation, während andere Stationen noch vorwiegend fossile Brennstoffe und Kurzwellen-Funk benutzten – wurde die Weltöffentlichkeit über das Geschehen in der Antarktis und alternative Vorgehensweisen informiert. Bilder vom Bau von Landebahnen der französischen Dumont-d’Urville-Station in Brutkolonien erregten den Ärger der Menschen.

### Weltpark Antarktis
1983 legte Greenpeace ein Konzept für einen „Weltpark Antarktis“ vor. Es baut auf vier Grundprinzipien:
1. Die Ursprünglichkeit der antarktischen Landschaft soll den höchsten Stellenwert erhalten.
2. Die Pflanzen und Tiere der Antarktis sowie ihre Umwelt sollen uneingeschränkt geschützt sein (Fisch- und Krillfang kann nur in begrenztem Umfang zugelassen werden).
3. Die Antarktis soll eine Region eingeschränkter wissenschaftlicher Forschung sein, in der die Kooperation von Wissenschaftlern aller Nationen gefördert wird.
4. Die Antarktis soll eine Friedenszone sein, frei von allen Nuklear- und anderen Waffen sowie von militärischen Aktivitäten.

1990 begannen die internationalen Verhandlungen für ein derartiges Antarktisches Umweltschutz-Protokoll. 1997 wurde es von allen 26 stimmberechtigten Staaten unterzeichnet und konnte damit ab 14. Januar 1998 in Kraft treten. Erreicht wurde damit ein vorläufig auf 50 Jahre begrenzter Schutz des gesamten Kontinentes. Ergänzend wurden besonders geschützte Gebiete in der Antarktis ausgewiesen.

### Aktuelle Probleme und Verhandlungen
Mit dem Madrider Protokoll, das 1998 in Kraft trat, und dem Beitritt etlicher Schwellenländer wie Indien, der Volksrepublik China, Kolumbien oder Venezuela zum Antarktisvertrag in den 1980er Jahren ist der alte Gegensatz zu den Antarktisfragen zwischen den vorwiegend westlichen Konsultativstaaten (auch „Antarktisclub“ genannt) und den Schwellen- und Entwicklungsländern inzwischen weitgehend beigelegt, da eine Ausbeutung des Kontinents nicht mehr befürchtet wird. Trotzdem besteht weiterhin Bedarf, das Vertragssystem weiterzuentwickeln, denn bisher wurden weder Haftungsfragen bei Umweltunfällen (wie beispielsweise beim Ölunfall der Bahia Paraiso 1989) geregelt, noch eine Regelung für die derzeit einzige erlaubte wirtschaftliche Aktivität, den Tourismus, erlassen. Besonders letzterer Punkt erscheint dringlich, wenn man die sprunghafte Zunahme der Besucherzahlen um 300 % zwischen 1998 und 2008 betrachtet.